# Oreichthys parvus
Oreichthys parvus es una especie de peces de la familia de los
Cyprinidae en el orden de los Cypriniformes.

## Morfología
- Los machos pueden llegar alcanzar los 3 cm de longitud total.[1][2]

## Hábitat
Es un pez de agua dulce y de clima tropical.

## Distribución geográfica
Se encuentran en Asia: sureste de Tailandia, norte de la Península de Malaca y  cuenca del río Mekong en Laos y Tailandia.